# Cúp bóng đá châu Á 2023 (Bảng C)
Bảng C của Cúp bóng đá châu Á 2023 diễn ra từ ngày 14 đến 23 tháng 1 năm 2024. Bảng đấu bao gồm các đội Iran, UAE, Hồng Kông và Palestine. Hai đội đầu bảng là Iran và UAE cùng với đội xếp thứ ba là Palestine (là một trong bốn đội đứng thứ ba có thành tích tốt nhất) giành quyền vào vòng 16 đội.

## Các đội tuyển
| Vị trí bốc thăm | Đội tuyển | Khu vực | Tư cách vượt qua vòng loại | Ngày vượt qua vòng loại | Tham dự chung kết | Tham dự cuối cùng | Thành tích tốt nhất lần trước | Bảng xếp hạng FIFA | Bảng xếp hạng FIFA |
| Vị trí bốc thăm | Đội tuyển | Khu vực | Tư cách vượt qua vòng loại | Ngày vượt qua vòng loại | Tham dự chung kết | Tham dự cuối cùng | Thành tích tốt nhất lần trước | Tháng 4 năm 2023   | Tháng 12 năm 2023  |
| --------------- | --------- | ------- | -------------------------- | ----------------------- | ----------------- | ----------------- | ----------------------------- | ------------------ | ------------------ |
| C1              | Iran      | CAFA    | Nhất bảng C (vòng 2)       | 15 tháng 6 năm 2021     | 15 lần            | 2019              | Vô địch (1968, 1972, 1976)    | 24                 | 21                 |
| C2              | UAE       | WAFF    | Nhất bảng G (vòng 2)       | 15 tháng 6 năm 2021     | 11 lần            | 2019              | Á quân (1996)                 | 72                 | 64                 |
| C3              | Hồng Kông | EAFF    | Nhì bảng D (vòng 3)        | 14 tháng 6 năm 2022     | 4 lần             | 1968              | Hạng ba (1956)                | 147                | 150                |
| C4              | Palestine | WAFF    | Nhất bảng B (vòng 3)       | 14 tháng 6 năm 2022     | 3 lần             | 2019              | Vòng bảng (2015, 2019)        | 93                 | 99                 |

Ghi chú
1. ↑  Bảng xếp hạng của tháng 4 năm 2023 được áp dụng để xếp các nhóm hạt giống cho lễ buổi bốc thăm.

## Bảng xếp hạng
| VT | Đội       | ST | T | H | B | BT | BB | HS | Đ | Giành quyền tham dự                 |
| -- | --------- | -- | - | - | - | -- | -- | -- | - | ----------------------------------- |
| 1  | Iran      | 3  | 3 | 0 | 0 | 7  | 2  | +5 | 9 | Đi tiếp vào vòng đấu loại trực tiếp |
| 2  | UAE       | 3  | 1 | 1 | 1 | 5  | 4  | +1 | 4 | Đi tiếp vào vòng đấu loại trực tiếp |
| 3  | Palestine | 3  | 1 | 1 | 1 | 5  | 5  | 0  | 4 | Đi tiếp vào vòng đấu loại trực tiếp |
| 4  | Hồng Kông | 3  | 0 | 0 | 3 | 1  | 7  | −6 | 0 |                                     |

## Trận đấu

### UAE vs Hồng Kông
| UAE                                                 | 3–1      | Hồng Kông             |
| --------------------------------------------------- | -------- | --------------------- |
| - Adil 34' (p) - Sultan 52' - Al-Ghassani 90+5' (p) | Chi tiết | - Trần Triệu Quân 49' |

| UAE | Hồng Kông |

| GK               | 17 | Khalid Eisa (c)      |     |     |
| RB               | 3  | Zayed Sultan         |     | 88' |
| CB               | 12 | Khalifa Al Hammadi   |     |     |
| CB               | 26 | Bader Nasser         |     |     |
| LB               | 2  | Abdulla Idrees       | 23' |     |
| CM               | 8  | Tahnoon Al-Zaabi     |     | 68' |
| CM               | 15 | Yahia Nader          |     | 81' |
| CM               | 18 | Abdullah Ramadan     |     | 89' |
| RW               | 11 | Caio Canedo          |     |     |
| CF               | 23 | Sultan Adil          |     |     |
| LW               | 10 | Fábio Lima           |     | 68' |
| Thay người:      |    |                      |     |     |
| MF               | 14 | Abdulla Hamad        |     | 68' |
| FW               | 20 | Yahya Al-Ghassani    |     | 68' |
| MF               | 5  | Ali Salmeen          |     | 81' |
| DF               | 24 | Ahmed Abdullah Jamil |     | 89' |
| DF               | 4  | Khalid Al-Hashemi    |     | 88' |
| Huấn luyện viên: |    |                      |     |     |
| Paulo Bento      |    |                      |     |     |

| GK               | 1  | Diệp Hồng Huy (c)  |     |       |
| RB               | 21 | Như Tử Nam         | 27' | 66'   |
| CB               | 3  | Oliver Gerbig      | 33' |       |
| CB               | 13 | Lý Nghị Khải       |     | 90+1' |
| LB               | 17 | Trần Tấn Nhất      |     |       |
| CM               | 6  | Hồ Tấn Minh        |     |       |
| CM               | 8  | Trần Tuấn Lạc      |     | 90+1' |
| CM               | 16 | Trần Triệu Quân    |     | 78'   |
| RW               | 11 | Everton Camargo    |     |       |
| CF               | 9  | An Vĩnh Giai       |     |       |
| LW               | 14 | Phan Phái Hiên     |     | 66'   |
| Thay người:      |    |                    |     |       |
| FW               | 25 | Stefan Pereira     |     | 66'   |
| FW               | 20 | Michael Udebuluzor |     | 66'   |
| MF               | 10 | Hoàng Oai          |     | 78'   |
| DF               | 4  | Vas Nuñez          |     | 90+1' |
| MF               | 22 | Dư Tại Ngôn        |     | 90+1' |
| Huấn luyện viên: |    |                    |     |       |
| Jørn Andersen    |    |                    |     |       |

| Cầu thủ xuất sắc của trận đấu: Yahya Al-Ghassani (UAE) Trợ lý trọng tài: Ronnie Goh Min Kiat (Singapore) Abdul Hannan Bin Abdul Hasim (Singapore) Trọng tài thứ tư: Ahmad Al-Ali (Kuwait) Trợ lý trọng tài dự bị: Abdulhadi Al-Enezi (Kuwait) Trợ lý trọng tài video: Sivakorn Pu-udom (Thái Lan) Trợ lý của trọng tài VAR: Kate Jacewicz (Úc) Abdulhadi Al-Enezi (Kuwait) Trợ lý trọng tài dự bị của trọng tài VAR: Majed Al-Shamrani (Saudi Arabia) |

### Iran vs Palestine
| Iran                                                         | 4–1      | Palestine     |
| ------------------------------------------------------------ | -------- | ------------- |
| - Ansarifard 2' - Khalilzadeh 12' - Ghayedi 38' - Azmoun 55' | Chi tiết | - Seyam 45+6' |

| Iran | Palestine |

| GK               | 1  | Alireza Beiranvand     |     |     |
| RB               | 2  | Sadegh Moharrami       |     | 81' |
| CB               | 13 | Hossein Kanaanizadegan | 17' |     |
| CB               | 4  | Shojae Khalilzadeh     |     | 44' |
| LB               | 3  | Ehsan Hajsafi (c)      |     |     |
| CM               | 18 | Mehdi Ghayedi          |     | 46' |
| CM               | 6  | Saeid Ezatolahi        |     |     |
| CM               | 14 | Saman Ghoddos          |     | 90' |
| RW               | 9  | Mehdi Taremi           |     |     |
| CF               | 10 | Karim Ansarifard       |     | 46' |
| LW               | 7  | Alireza Jahanbakhsh    |     |     |
| Thay người:      |    |                        |     |     |
| DF               | 19 | Majid Hosseini         |     | 44' |
| FW               | 20 | Sardar Azmoun          |     | 46' |
| MF               | 21 | Mohammad Mohebi        |     | 46' |
| DF               | 23 | Ramin Rezaeian         |     | 81' |
| MF               | 8  | Omid Ebrahimi          |     | 90' |
| Huấn luyện viên: |    |                        |     |     |
| Amir Ghalenoei   |    |                        |     |     |

| GK               | 22 | Rami Hamadeh        |       |     |
| RB               | 7  | Musab Al-Battat (c) |       |     |
| CB               | 15 | Michel Termanini    | 10'   |     |
| CB               | 4  | Yaser Hamed         |       | 46' |
| LB               | 12 | Camilo Saldaña      | 40'   | 46' |
| CM               | 13 | Shehab Qunbar       |       | 65' |
| CM               | 3  | Mohammed Rashid     |       |     |
| CM               | 6  | Oday Kharoub        |       |     |
| RW               | 9  | Tamer Seyam         | 42'   | 84' |
| CF               | 20 | Zaid Qunbar         | 51'   | 65' |
| LW               | 10 | Mahmoud Abu Warda   |       |     |
| Thay người:      |    |                     |       |     |
| DF               | 2  | Mohammed Khalil     | 80'   | 46' |
| DF               | 5  | Mohammed Saleh      | 90+5' | 46' |
| FW               | 8  | Alaa Aldeen Hassan  |       | 65' |
| FW               | 11 | Oday Dabbagh        |       | 65' |
| MF               | 14 | Samer Zubaida       |       | 84' |
| Huấn luyện viên: |    |                     |       |     |
| Makram Daboub    |    |                     |       |     |

| Cầu thủ xuất sắc của trận đấu: Saman Ghoddos (Iran) Trợ lý trọng tài: Taleb Al-Marri (Qatar) Saoud Al-Maqaleh (Qatar) Trọng tài thứ tư: Hanna Hattab (Syria) Trợ lý trọng tài dự bị: Yoshimi Yamashita (Nhật Bản) Trợ lý trọng tài video: Abdulla Al-Marri (Qatar) Trợ lý của trọng tài VAR: Khamis Al-Marri (Qatar) Yoshimi Yamashita (Nhật Bản) Trợ lý trọng tài dự bị của trọng tài VAR: Sadullo Gulmurodi (Tajikistan) |

### Palestine vs UAE
| Palestine           | 1–1      | UAE        |
| ------------------- | -------- | ---------- |
| - Nasser 50' (l.n.) | Chi tiết | - Adil 23' |

| Palestine | UAE |

| GK               | 22 | Rami Hamadeh        |       |     |
| RB               | 12 | Camilo Saldaña      |       | 90' |
| CB               | 5  | Mohammed Saleh      |       |     |
| CB               | 15 | Michel Termanini    |       |     |
| LB               | 7  | Musab Al-Battat (c) |       |     |
| RM               | 10 | Mahmoud Abu Warda   |       | 80' |
| CM               | 3  | Mohammed Rashid     |       | 64' |
| CM               | 6  | Oday Kharoub        |       | 90' |
| LM               | 8  | Alaa Aldeen Hassan  |       |     |
| CF               | 20 | Zaid Qunbar         |       | 80' |
| CF               | 11 | Oday Dabbagh        |       |     |
| Thay người:      |    |                     |       |     |
| MF               | 23 | Ataa Jaber          | 90+9' | 64' |
| FW               | 13 | Shehab Qunbar       |       | 80' |
| MF               | 21 | Islam Batran        |       | 80' |
| MF               | 14 | Samer Zubaida       |       | 90' |
| DF               | 25 | Samer Jundi         |       | 90' |
| Huấn luyện viên: |    |                     |       |     |
| Makram Daboub    |    |                     |       |     |

| GK                     | 17 | Khalid Eisa (c)    |     |     |
| RB                     | 19 | Khaled Ibrahim     |     | 65' |
| CB                     | 12 | Khalifa Al Hammadi | 37' |     |
| CB                     | 26 | Bader Nasser       |     |     |
| LB                     | 2  | Abdulla Idrees     |     |     |
| CM                     | 6  | Majid Rashid       |     |     |
| CM                     | 18 | Abdullah Ramadan   |     | 66' |
| RW                     | 10 | Fábio Lima         |     | 40' |
| AM                     | 9  | Ali Saleh          |     | 66' |
| LW                     | 11 | Caio Canedo        |     | 55' |
| CF                     | 23 | Sultan Adil        | 16' |     |
| Thay người:            |    |                    |     |     |
| DF                     | 4  | Khalid Al-Hashemi  |     | 40' |
| FW                     | 20 | Yahya Al-Ghassani  |     | 55' |
| DF                     | 3  | Zayed Sultan       |     | 65' |
| MF                     | 5  | Ali Salmeen        |     | 66' |
| MF                     | 14 | Abdulla Hamad      |     | 66' |
| Huấn luyện viên:       |    |                    |     |     |
| Paulo Bento 38' 90+11' |    |                    |     |     |

| Cầu thủ xuất sắc của trận đấu: Trợ lý trọng tài: Abdulhadi Al-Anezi (Kuwait) Ahmad Abbas (Kuwait) Trọng tài thứ tư: Ahmed Al-Kaf (Oman) Trợ lý trọng tài dự bị: Abu Bakar Al-Amri (Oman) Trợ lý trọng tài video: Abdulrahman Al-Jassim (Qatar) Trợ lý của trọng tài VAR: Abdullah Jamali (Kuwait) Abu Bakar Al-Amri (Oman) Trợ lý trọng tài dự bị của trọng tài VAR: Ismail Al-Hafi (Jordan) |

### Hồng Kông vs Iran
| Hồng Kông | 0–1      | Iran          |
| --------- | -------- | ------------- |
|           | Chi tiết | - Ghayedi 24' |

| Hồng Kông | Iran |

| GK               | 1  | Yapp Hung Fai (c)  |     |     |
| RB               | 21 | Yue Tze Nam        |     |     |
| CB               | 3  | Oliver Gerbig      |     |     |
| CB               | 4  | Vas Nuñez          | 47' |     |
| LB               | 17 | Shinichi Chan      |     | 90' |
| CM               | 6  | Wu Chun Ming       | 37' | 90' |
| CM               | 8  | Tan Chun Lok       |     |     |
| RW               | 11 | Everton Camargo    |     |     |
| AM               | 16 | Chan Siu Kwan      |     | 73' |
| LW               | 23 | Sun Ming Him       |     | 73' |
| CF               | 9  | Matt Orr           |     | 73' |
| Thay người:      |    |                    |     |     |
| MF               | 10 | Wong Wai           |     | 73' |
| FW               | 20 | Michael Udebuluzor |     | 73' |
| FW               | 25 | Stefan Pereira     |     | 73' |
| MF               | 15 | Chang Hei Yin      |     | 90' |
| FW               | 14 | Poon Pui Hin       |     | 90' |
| Huấn luyện viên: |    |                    |     |     |
| Jørn Andersen    |    |                    |     |     |

| GK               | 1  | Alireza Beiranvand      |  |     |
| RB               | 23 | Ramin Rezaeian          |  |     |
| CB               | 13 | Hossein Kanaanizadegan  |  |     |
| CB               | 19 | Majid Hosseini          |  | 65' |
| LB               | 5  | Milad Mohammadi         |  |     |
| CM               | 14 | Saman Ghoddos           |  |     |
| CM               | 15 | Rouzbeh Cheshmi         |  |     |
| RW               | 7  | Alireza Jahanbakhsh (c) |  | 81' |
| AM               | 9  | Mehdi Taremi            |  | 77' |
| LW               | 18 | Mehdi Ghayedi           |  | 65' |
| CF               | 26 | Shahriyar Moghanlou     |  | 65' |
| Thay người:      |    |                         |  |     |
| MF               | 6  | Saeid Ezatolahi         |  | 65' |
| FW               | 10 | Karim Ansarifard        |  | 65' |
| MF               | 21 | Mohammad Mohebi         |  | 65' |
| MF               | 8  | Omid Ebrahimi           |  | 77' |
| DF               | 3  | Ehsan Hajsafi           |  | 81' |
| Huấn luyện viên: |    |                         |  |     |
| Amir Ghalenoei   |    |                         |  |     |

| Cầu thủ xuất sắc của trận đấu: Milad Mohammadi (Iran) Trợ lý trọng tài: Ali Ahmad (Syria) Mohamad Kazzaz (Syria) Trọng tài thứ tư: Ko Hyung-jin (Hàn Quốc) Trợ lý trọng tài dự bị: Park Sang-jun (Hàn Quốc) Trợ lý trọng tài video: Hiroyuki Kimura (Nhật Bản) Trợ lý của trọng tài VAR: Kate Jacewicz (Úc) |

### Iran vs UAE
| Iran              | 2–1      | UAE                 |
| ----------------- | -------- | ------------------- |
| - Taremi 26', 65' | Chi tiết | - Al-Ghassani 90+3' |

| Iran | UAE |

| GK               | 1  | Alireza Beiranvand     |     |     |
| RB               | 2  | Sadegh Moharrami       | 41' | 45' |
| CB               | 13 | Hossein Kanaanizadegan | 62' |     |
| CB               | 4  | Shojae Khalilzadeh     |     |     |
| LB               | 3  | Ehsan Hajsafi (c)      |     |     |
| CM               | 6  | Saeid Ezatolahi        |     |     |
| CM               | 14 | Saman Ghoddos          |     | 67' |
| RW               | 17 | Ali Gholizadeh         |     | 67' |
| AM               | 9  | Mehdi Taremi           |     |     |
| LW               | 18 | Mehdi Ghayedi          |     | 67' |
| CF               | 20 | Sardar Azmoun          |     | 87' |
| Thay người:      |    |                        |     |     |
| DF               | 23 | Ramin Rezaeian         |     | 45' |
| MF               | 8  | Omid Ebrahimi          |     | 67' |
| MF               | 21 | Mohammad Mohebi        |     | 67' |
| MF               | 7  | Alireza Jahanbakhsh    |     | 67' |
| FW               | 11 | Reza Asadi             |     | 87' |
| Huấn luyện viên: |    |                        |     |     |
| Amir Ghalenoei   |    |                        |     |     |

| GK               | 17 | Khalid Eisa (c)   |     |     |
| RB               | 19 | Khalid Ibrahim    | 72' | 74' |
| CB               | 4  | Khalid Al-Hashemi |     |     |
| CB               | 26 | Bader Nasser      |     |     |
| LB               | 3  | Zayed Sultan      |     |     |
| CM               | 6  | Majid Rashid      |     | 85' |
| CM               | 18 | Abdullah Ramadan  |     |     |
| RW               | 21 | Harib Abdalla     |     |     |
| AM               | 8  | Tahnoon Al-Zaabi  | 54' | 57' |
| LW               | 20 | Yahya Al-Ghassani |     |     |
| CF               | 9  | Ali Saleh         |     | 85' |
| Thay người:      |    |                   |     |     |
| FW               | 11 | Caio              |     | 57' |
| DF               | 2  | Abdulla Idrees    |     | 74' |
| MF               | 5  | Ali Salmeen       |     | 85' |
| FW               | 10 | Fábio Lima        |     | 85' |
| Huấn luyện viên: |    |                   |     |     |
| Sérgio Costa     |    |                   |     |     |

| Cầu thủ xuất sắc của trận đấu: Trợ lý trọng tài: Andrey Tsapenko (Uzbekistan) Timur Gaynullin (Uzbekistan) Trọng tài thứ tư: Adham Makhadmeh (Jordan) Trợ lý trọng tài dự bị: Ahmad Al-Roalle (Jordan) Trợ lý trọng tài video: Mohammed Al Hoish (Ả Rập Xê Út) Trợ lý của trọng tài VAR: Abdullah Jamali (Kuwait) |

### Hồng Kông vs Palestine
| Hồng Kông | 0–3      | Palestine                       |
| --------- | -------- | ------------------------------- |
|           | Chi tiết | - Dabbagh 12', 60' - Qunbar 48' |

| Hồng Kông | Palestine |

| GK               | 19 | Tse Ka Wing        |     |     |
| RB               | 21 | Yue Tze Nam        |     |     |
| CB               | 4  | Vas Nuñez (c)      |     | 28' |
| CB               | 3  | Oliver Gerbig      |     |     |
| LB               | 17 | Shinichi Chan      |     | 70' |
| CM               | 6  | Wu Chun Ming       |     | 56' |
| CM               | 8  | Tan Chun Lok       | 76' |     |
| RW               | 11 | Everton Camargo    |     |     |
| AM               | 16 | Chan Siu Kwan      |     | 56' |
| LW               | 20 | Michael Udebuluzor |     | 70' |
| CF               | 9  | Matt Orr           | 86' |     |
| Thay người:      |    |                    |     |     |
| DF               | 13 | Li Ngai Hoi        |     | 28' |
| MF               | 10 | Wong Wai           |     | 56' |
| FW               | 26 | Juninho            |     | 56' |
| FW               | 25 | Stefan Pereira     |     | 70' |
| DF               | 23 | Sun Ming Him       |     | 70' |
| Huấn luyện viên: |    |                    |     |     |
| Jørn Andersen    |    |                    |     |     |

| GK               | 22 | Rami Hamadeh        |  |     |
| RB               | 7  | Musab Al-Battat (c) |  |     |
| CB               | 15 | Michel Termanini    |  |     |
| CB               | 5  | Mohammed Saleh      |  |     |
| LB               | 2  | Mohammed Khalil     |  |     |
| RM               | 9  | Tamer Seyam         |  | 82' |
| CM               | 6  | Oday Kharoub        |  |     |
| CM               | 18 | Amid Mahajna        |  | 82' |
| LM               | 10 | Mahmoud Abu Warda   |  | 69' |
| CF               | 20 | Zaid Qunbar         |  |     |
| CF               | 11 | Oday Dabbagh        |  | 85' |
| Thay người:      |    |                     |  |     |
| MF               | 3  | Mohammed Rashid     |  | 69' |
| FW               | 8  | Alaa Aldeen Hassan  |  | 69' |
| MF               | 21 | Islam Batran        |  | 82' |
| MF               | 14 | Samer Zubaida       |  | 82' |
| FW               | 19 | Mahmoud Wadi        |  | 85' |
| Huấn luyện viên: |    |                     |  |     |
| Makram Daboub    |    |                     |  |     |

| Cầu thủ xuất sắc của trận đấu: Trợ lý trọng tài: Anton Shchetinin (Úc) Ashley Beecham (Úc) Trọng tài thứ tư: Abdulrahman Al-Jassim (Qatar) Trợ lý trọng tài dự bị: Taleb Al-Marri (Qatar) Trợ lý trọng tài video: Abdulla Al-Marri (Qatar) Trợ lý của trọng tài VAR: Ko Hyung-jin (Hàn Quốc) |

## Kỷ luật của bảng đấu
Điểm kỷ luật sẽ được sử dụng làm điểm hòa nếu thành tích chung cuộc và thành tích đối đầu của các đội bằng nhau. Số thẻ này được tính dựa trên số thẻ vàng và thẻ đỏ nhận được trong tất cả các trận đấu vòng bảng như sau:
- thẻ vàng thứ nhất: trừ 1 điểm;
- thẻ đỏ gián tiếp (thẻ vàng thứ hai): trừ 3 điểm;
- thẻ đỏ trực tiếp: trừ 4 điểm;
- thẻ vàng và thẻ đỏ trực tiếp: trừ 5 điểm;

Chỉ một trong số các khoản khấu trừ trên có thể được áp dụng cho một cầu thủ trong một trận đấu duy nhất.
| Đội tuyển | Trận 1   | Trận 1                                    | Trận 1 | Trận 1            | Trận 2   | Trận 2                                    | Trận 2 | Trận 2            | Trận 3   | Trận 3                                    | Trận 3 | Trận 3            | Điểm |
| Đội tuyển | Thẻ vàng | Thẻ vàng · Thẻ vàng-đỏ (thẻ đỏ gián tiếp) | Thẻ đỏ | Thẻ vàng · Thẻ đỏ | Thẻ vàng | Thẻ vàng · Thẻ vàng-đỏ (thẻ đỏ gián tiếp) | Thẻ đỏ | Thẻ vàng · Thẻ đỏ | Thẻ vàng | Thẻ vàng · Thẻ vàng-đỏ (thẻ đỏ gián tiếp) | Thẻ đỏ | Thẻ vàng · Thẻ đỏ | Điểm |
| --------- | -------- | ----------------------------------------- | ------ | ----------------- | -------- | ----------------------------------------- | ------ | ----------------- | -------- | ----------------------------------------- | ------ | ----------------- | ---- |
| Iran      | 1        |                                           |        |                   |          |                                           |        |                   | 2        |                                           |        |                   | –3   |
| UAE       | 1        |                                           |        |                   | 1        |                                           | 1      |                   | 2        |                                           |        |                   | –7   |
| Hồng Kông | 2        |                                           |        |                   | 2        |                                           |        |                   | 2        |                                           |        |                   | –6   |
| Palestine | 6        |                                           |        |                   | 1        |                                           |        |                   |          |                                           |        |                   | –7   |